# Koriander
Koriander (Coriandrum) er en slægt med to arter.
| Den beskrevne art |

- Almindelig koriander (Coriandrum sativum)

| Den anden art |

- Coriandrum tordylium

| Botanik | Spire Denne botanikartikel er en spire som bør udbygges. Du er velkommen til at hjælpe Wikipedia ved at udvide den. |